# 納屋橋
納屋橋（なやばし）は、愛知県名古屋市を流れる堀川に架かる橋。
名古屋市中区と中村区の境を南北に流れる堀川に架かり、主要道路の広小路通（愛知県道60号名古屋長久手線）が通っている。橋梁周辺の繁華街を含めた地域名として用いられる場合もある。
初代の橋梁は慶長15年（1610年）の名古屋城築城とともに架けられた。1913年（大正2年）には木橋から鋼製アーチ橋に架け替えられ、現行の桁橋の橋梁は1981年（昭和56年）に架け替えられた。旧橋梁を模した外見が採用されており、歴史的な背景を取り入れた橋梁の景観整備の面で先駆例とされる。橋長は27 m、幅員は30 mである。

## 名称
納屋橋という名称の由来は、橋の南東に尾張藩の米蔵（御納屋）があり、周辺を納屋町と呼んだことが理由であるとされることが多い。しかし、納屋町という地名が付けられたのは寛永年間（1624年 - 1644年）であることから、これ以前に何らかの納屋があったことが理由である可能性がある。

## 歴史

### 江戸時代

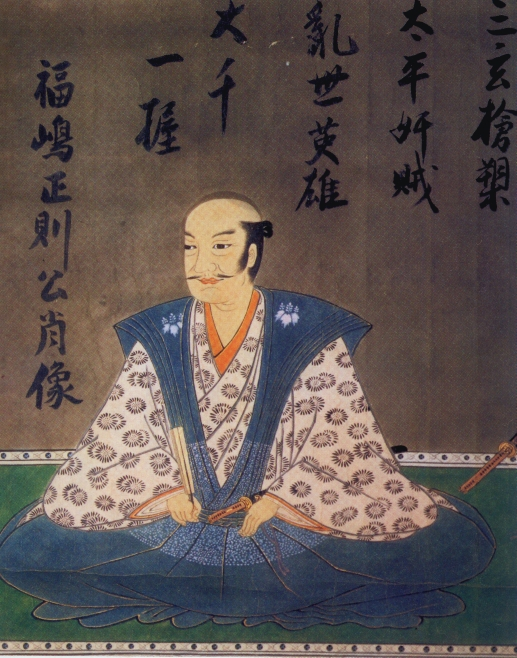
堀川を開削した福島正則

慶長5年（1610年）以後、徳川家康の命を受けた普請奉行の福島正則によって名古屋城が築城された。築城に向けた資材を運搬するために堀川が掘削され、上流から五条橋、中橋、伝馬橋、納屋橋、日置橋、古渡橋、尾頭橋の「堀川七橋」が架けられた。初めて納屋橋が架けられたのは慶長5年（1610年）である。

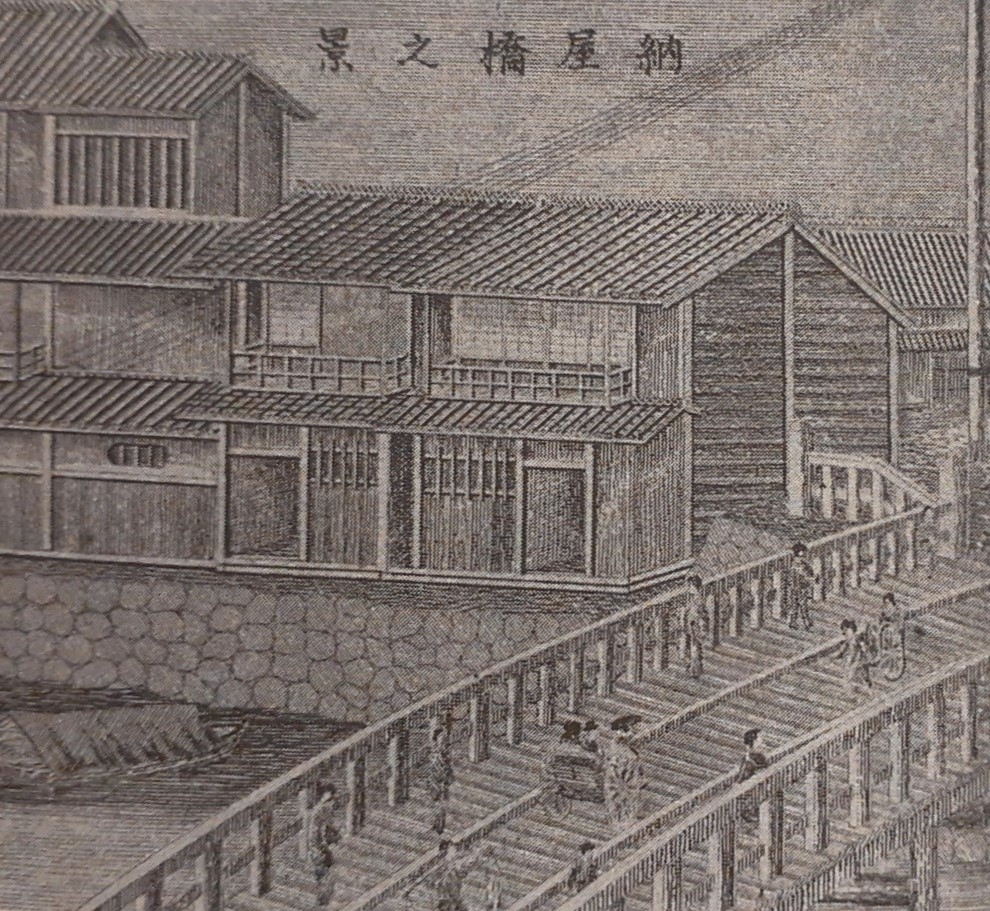
江戸時代の納屋橋

名古屋城下の中央を東西に延びる広小路の西端にあり、烏森と名古屋城下を結ぶ柳街道が通っていた。初代の納屋橋は幅3間（約5.4 m）の木橋（桁橋）であり、下部を船が往来することができた。江戸時代、納屋橋の南東岸には尾張藩の米蔵が建ち並んでおり、納屋橋周辺で年貢米の積み下ろしなどを行っていた。
初代の納屋橋は正保4年（1647年）に架け替えられた。元禄13年（1700年）2月7日に起こった元禄の大火の際には延焼を免れている。寛保3年（1743年）にも架け替えられた。木橋時代の納屋橋は江戸末期に編纂された『尾張名陽図会』などに描かれている。

### 明治時代
1886年（明治19年）に鉄道の東海道線が開業すると、名古屋市街地の西はずれの低湿地に名古屋駅が設置された。名古屋市街地と名古屋駅を結ぶために広小路通が延伸・拡張され、納屋橋は幅員8間（約14.5 m）の橋梁に架け替えられた。
1891年（明治24年）10月28日に起こった濃尾地震の際には、堀川を航行していた船が衝突したことで橋桁が損傷し、馬車の通行が禁じられた。地震被害を受けて1892年（明治25年）に架け替えられた。1898年（明治31年）には名古屋市電栄町線が開業し、橋上を路面電車が走るようになった。納屋橋のすぐ東には納屋橋電停があった。

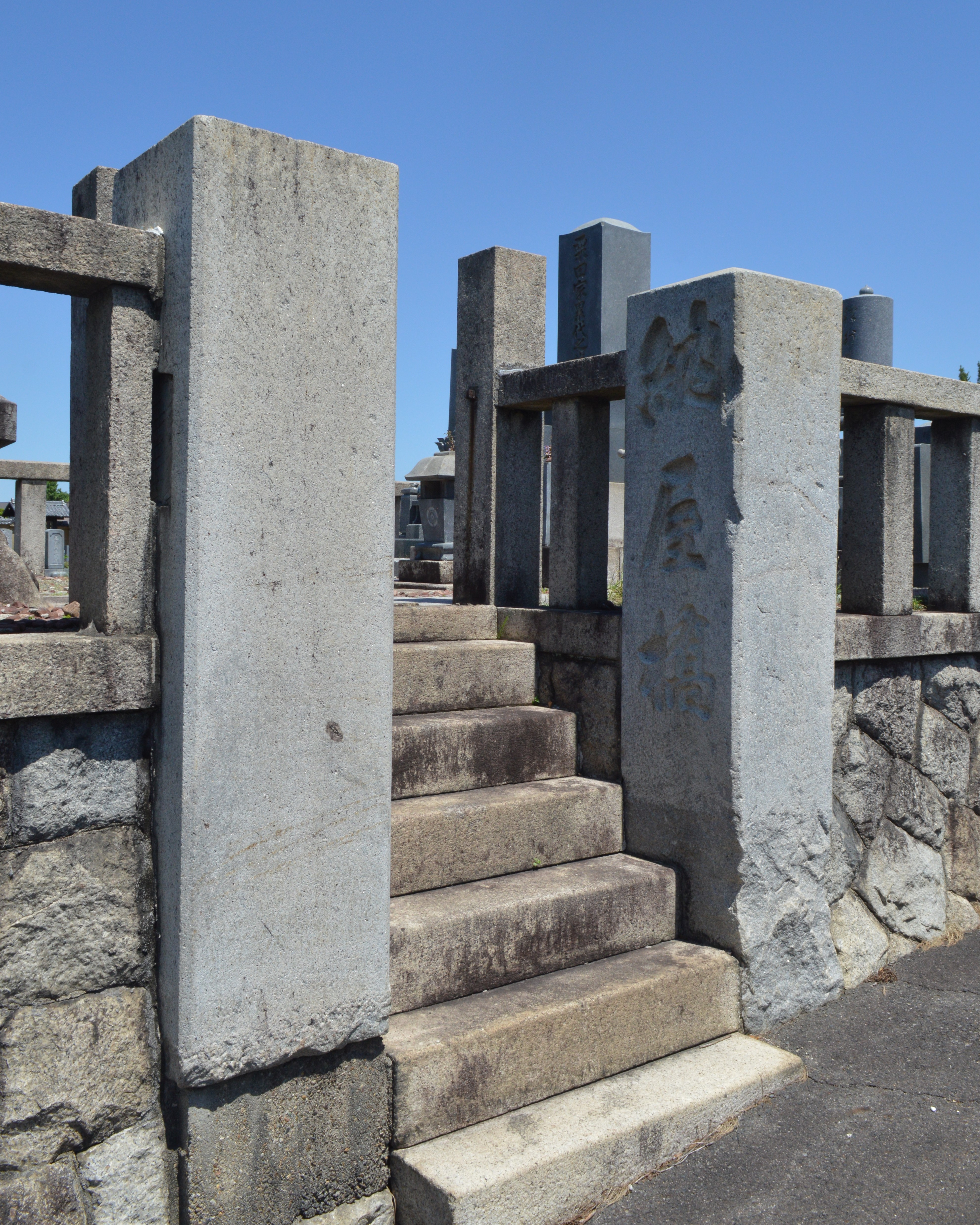
明治時代の橋梁の親柱 1913年に施工を担当した栗田家（栗田組）の墓

### 旧橋梁（1913年 - 1981年）
日露戦争後の1910年（明治43年）には鋼製アーチ橋への架け替え工事に着工した。同年には名古屋開府300年紀念祭が開催され、さらには鶴舞公園で第10回関西府県連合共進会が催されるなど、名古屋が活気に満ちていた時代だった。名古屋高等工業学校の吉町太郎一教授が設計を担当したとされる。改築中には上流側に市電用の仮橋を設置し、下流側に人馬車用の仮橋を設置していた。
工期は4年間であり、約10万3400円の工費が投じられた。施工は栗田末松の栗田組であり、明治末期には庄内用水元杁樋門や矢田川伏越の改築工事も請け負っているほか、伝馬橋（1920年）や枇杷島橋（1912年頃）の架け替え、景雲橋の新設（1913年）、矢作橋の架け替え（1913年）なども請け負っている。なお、覚王山日泰寺墓地にある栗田家の墓所入口には、栗田組が施工した際に除去された納屋橋と伝馬橋の親柱が用いられている。
橋梁の地覆は花崗岩、欄干は青銅であり、その他は全て鋳鉄によって造られている。欄干と鈴蘭灯の製作を請け負ったのは中島彦作の中島鉄工所であるが、東京や大阪の業者に受注を渡すまいと安価で請け負い、採算を度外視して高品質な仕事を行った結果、竣工の4年後には借金によって廃業に追い込まれた。1918年（大正7年）夏に起こった米騒動の際には鈴蘭灯が破壊されている。
1913年（大正2年）5月5日には幅員21.8 mの橋梁が完工し、竣工に合わせて渡り初めが行なわれた。松井茂愛知県知事を先頭に、3世代揃った2家の6夫婦が歴史的な装束を付けて渡り初めを行った。片方は和菓子屋の伊勢屋であり、これを機に屋号を納屋橋饅頭に改めた。もう片方はうどん屋の三和弁（みわべん）であり、阪本釤之助名古屋市長の発案で屋号を長命うどんに改めている。周辺住民は「饅頭のごとく円満に、うどんのごとく末長く」と洒落を利かせた。渡り初めを見るために5万人から6万人あまりが集まったという。
なお、納屋橋と同じ1913年（大正2年）には、興行師の岡崎常次郎によって納屋橋東詰南側に金輝館が開館した。大正時代の納屋橋界隈は盛り場とは程遠く、堀川端や笹島などの非インテリ層の観客を集めていた。金輝館は名古屋でも早い時期に開館した活動写真館であり、昭和初期には納屋橋劇場に改称している。
1951年（昭和26年）、納屋橋の北東角に停泊する船の内部に、金納君子によって水上料理店が開店した。1959年（昭和34年）の伊勢湾台風の際には船が転覆したが、船を買い替えたうえで水上スナックとして営業を再開した。船内には12席分のカウンターと4人掛けのテーブル2脚があり、酒に酔うだけでなく船に酔う客もいたという。堀川の護岸整備に伴い、水上スナックは1995年（平成7年）頃に閉店した。
明治末期から大正期の堀川には多数のアーチ橋が架けられていた。昭和40年代には老朽化が目立つようになり、自動車が激増したことで狭隘化も進行した。1971年（昭和46年）1月31日には納屋橋を通っていた名古屋市電栄町線が廃止された。

### 現行橋梁（1981年 - ）

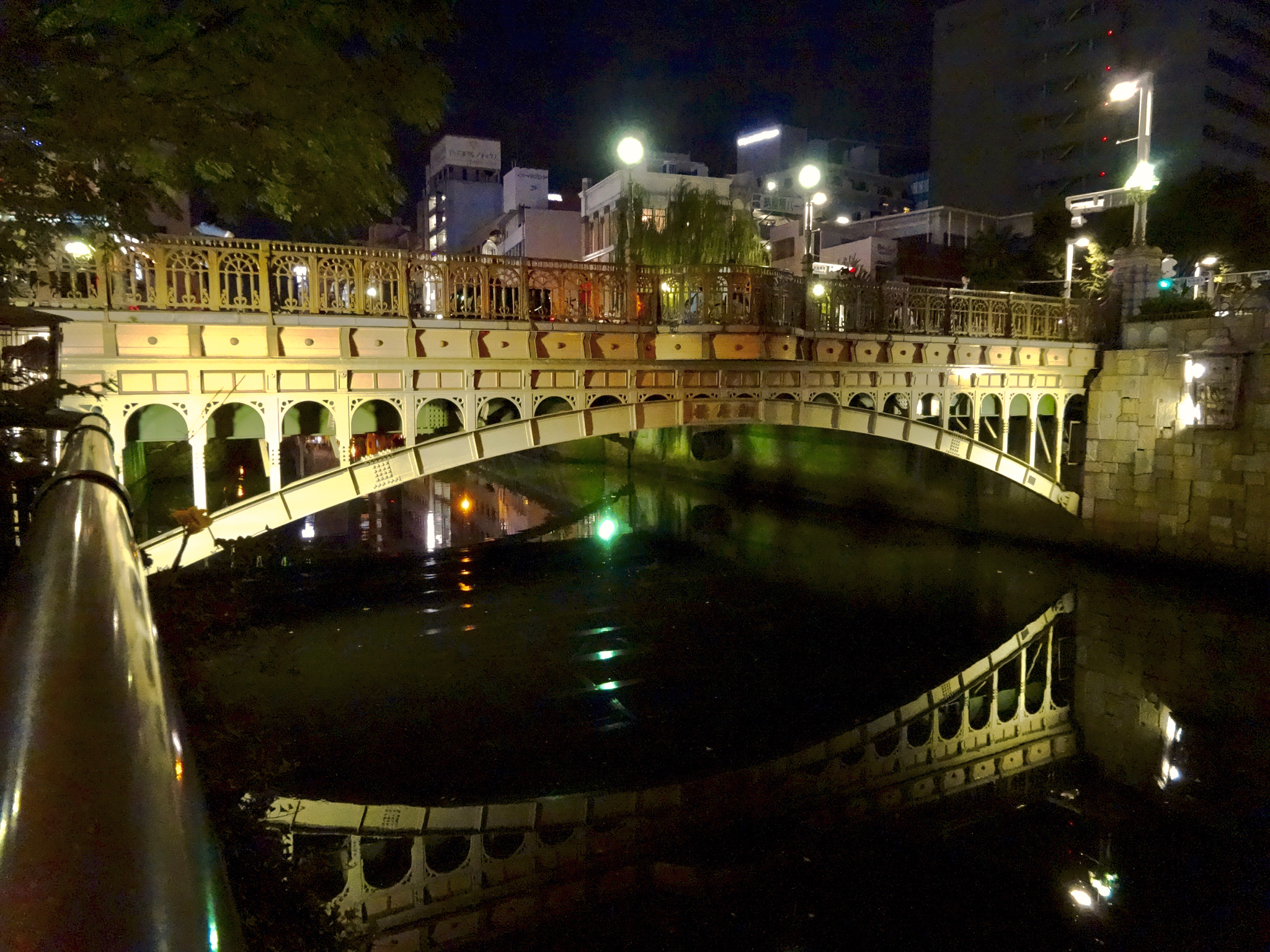
現行の橋梁

1981年（昭和56年）には現行の橋梁に架け替えられた。幅員は都市計画道路の計画幅員に合わせて30 mに広げられた。橋梁形式は桁橋であるが、旧橋梁を模した外見が採用されており、橋桁の下部にはアーチ形式の飾り桁が存在している。旧橋梁の欄干は一部修復した上でそのまま用いた。親柱は新しい石材を用いて旧橋梁のデザインを復元した。橋梁の四隅には公共物揚げ場があったが、この用地を用いて休憩施設の橋詰広場を設置した。1989年（平成元年）には名古屋市の都市景観重要建築物等に指定された。
1988年（昭和63年）や1999年（平成11年）に地元のプロ野球チームである中日ドラゴンズがセントラル・リーグ優勝を達成した際には、多くの野球ファンが納屋橋から堀川に飛び込んだ。同様に地元のプロ野球チームが優勝した際に繁華街の橋から川に飛び込む者がいた事例としては、阪神タイガースのセ・リーグ優勝時に戎橋（大阪府大阪市）から道頓堀川へ飛び込んだ阪神ファンの例、福岡ソフトバンクホークスのパシフィック・リーグ優勝時に福博であい橋（福岡県福岡市）から那珂川へ飛び込んだホークスファンの例などが見られるが、これらの川も堀川と同様に水質の汚さ、水深の浅さ、水中の廃棄物の存在などから飛び込みは危険であることが指摘されている。2004年（平成16年）や2010年（平成22年）には、名古屋市や所轄の中村警察署が納屋橋に「飛び込み禁止」を呼びかける看板を設置している。
2013年（平成25年）5月10日、大正の架け替えから100周年を記念して渡り初めが再現され、100年前に橋梁の施工を担当した栗田組、欄干の鋳造を担当した中島鉄工所、渡り初めを行った納屋橋饅頭と長命うどんの子孫らが参加した。

## 建築
欄干の半円形突出部分には堀川を開削した福島家（福島正則）の家紋「中貫十文字」が鋳込まれており、その脇には織田信長「木瓜紋」、豊臣秀吉「桐紋」、徳川家康「葵紋」の郷土三英傑の家紋も鋳込まれている。上流側のアーチには濁点を取った「なやはし」の文字が記されている。

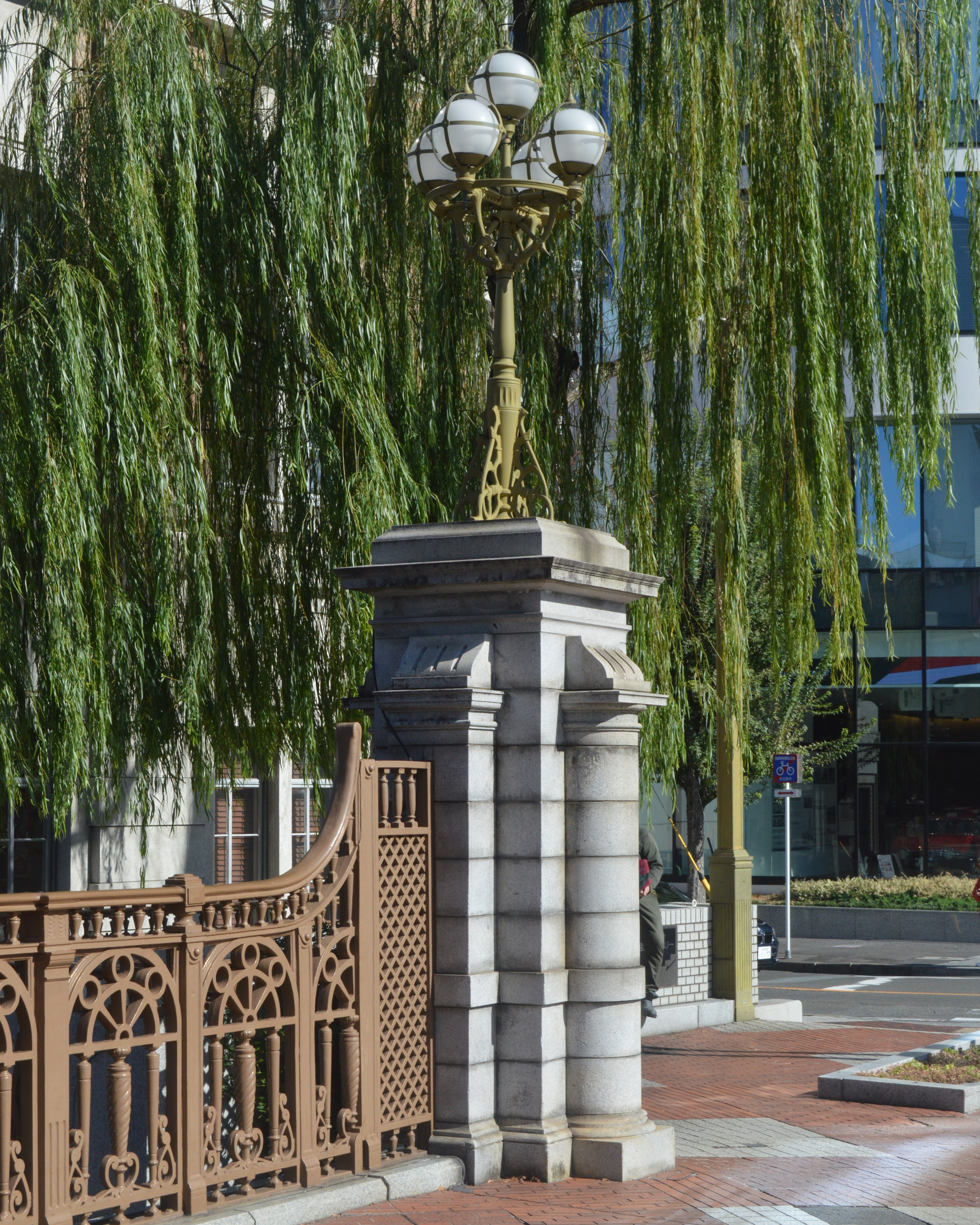
親柱
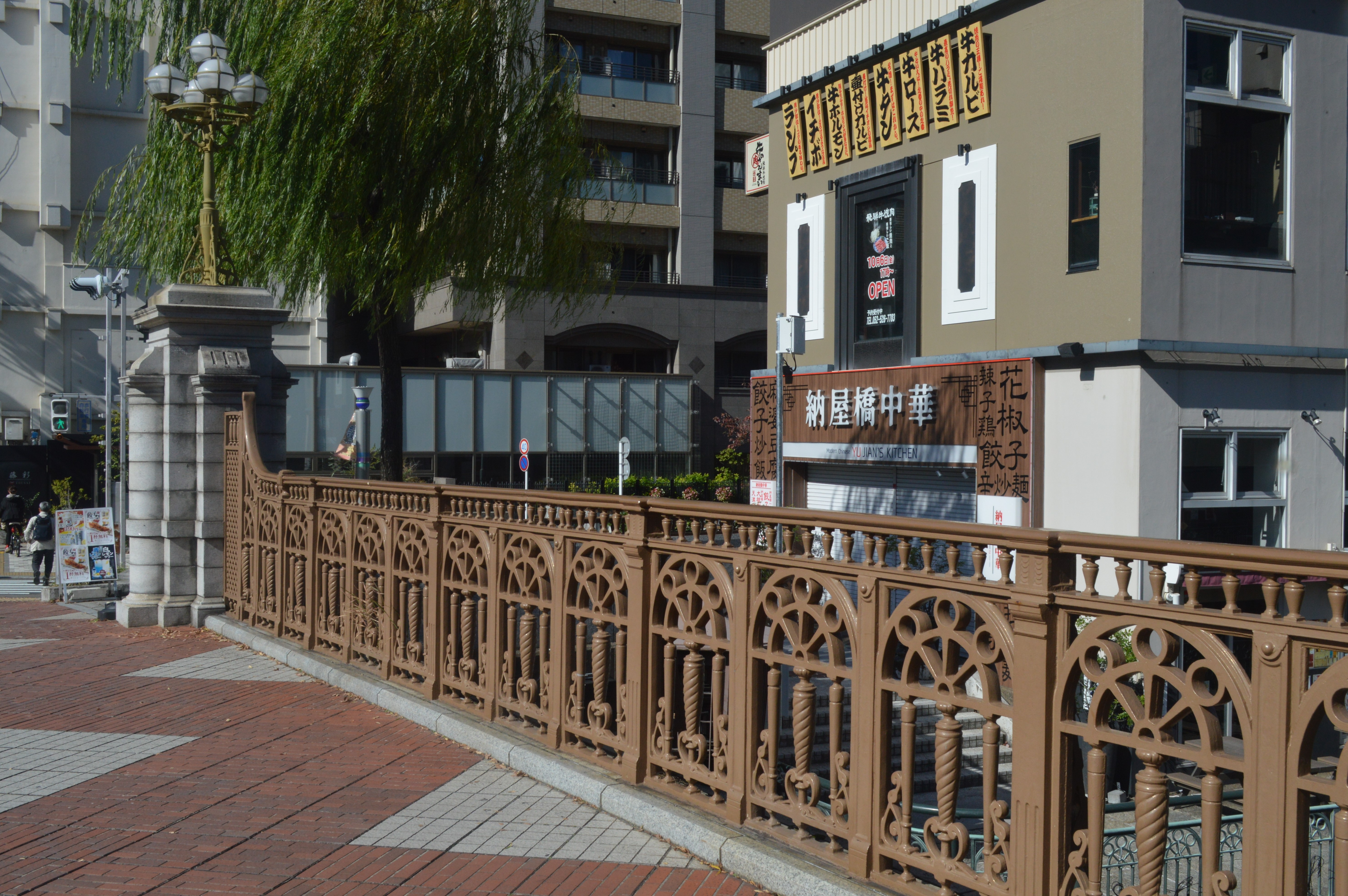
欄干
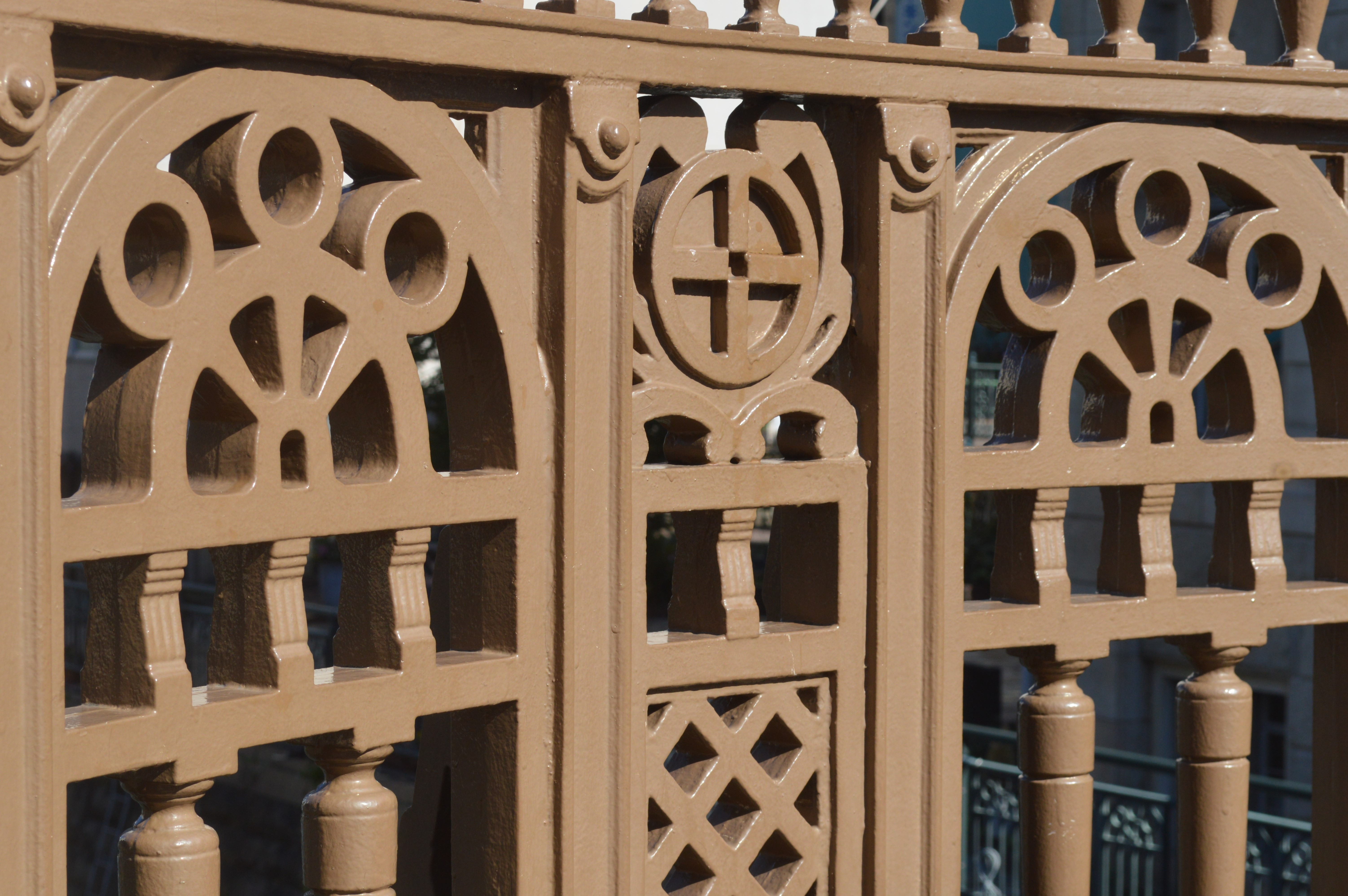
欄干にある福島家の家紋「中貫十文字」
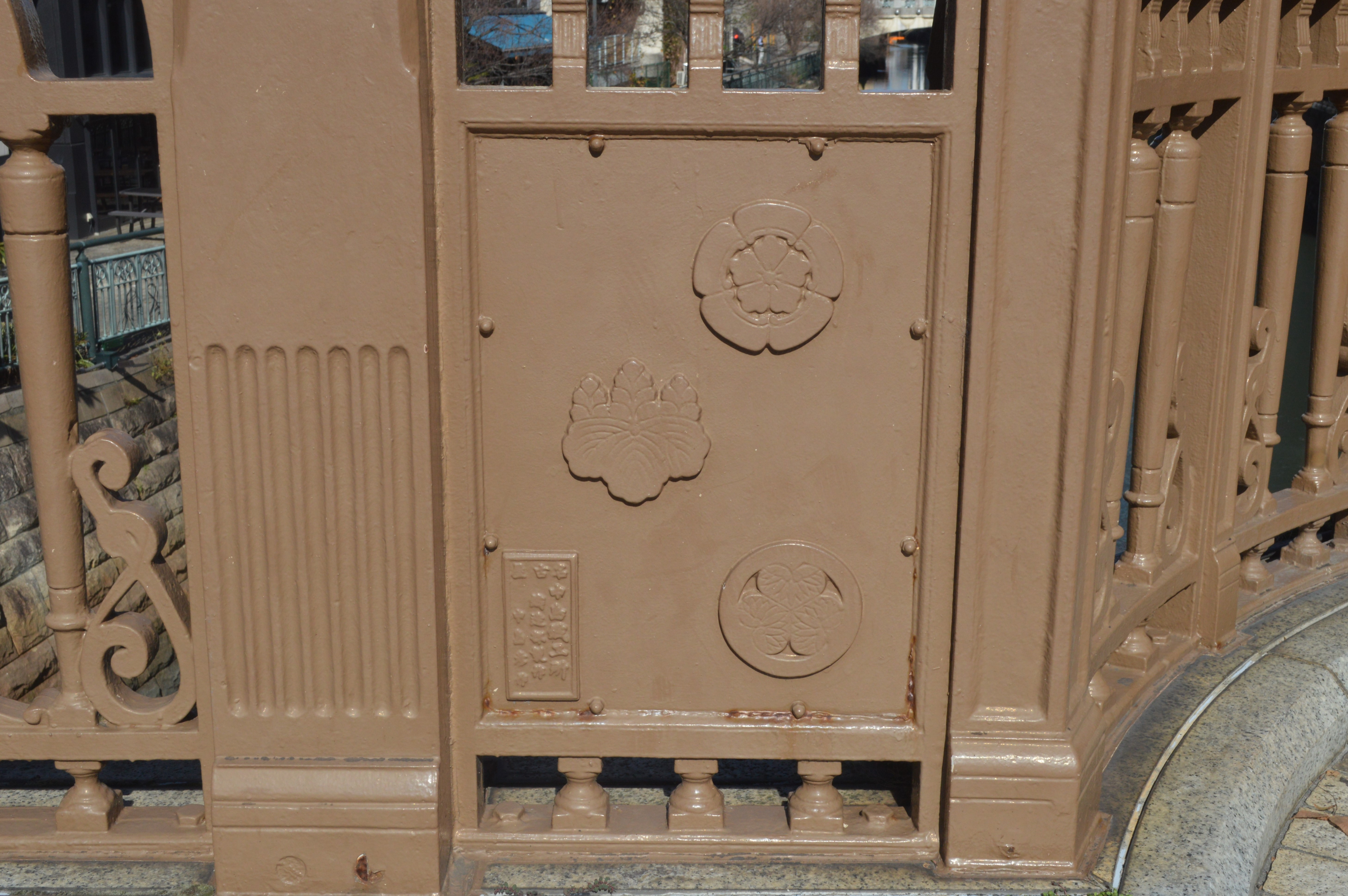
郷土三英傑の家紋
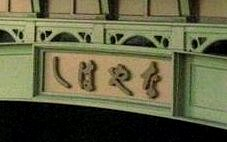
「なやはし」の文字

## 周辺

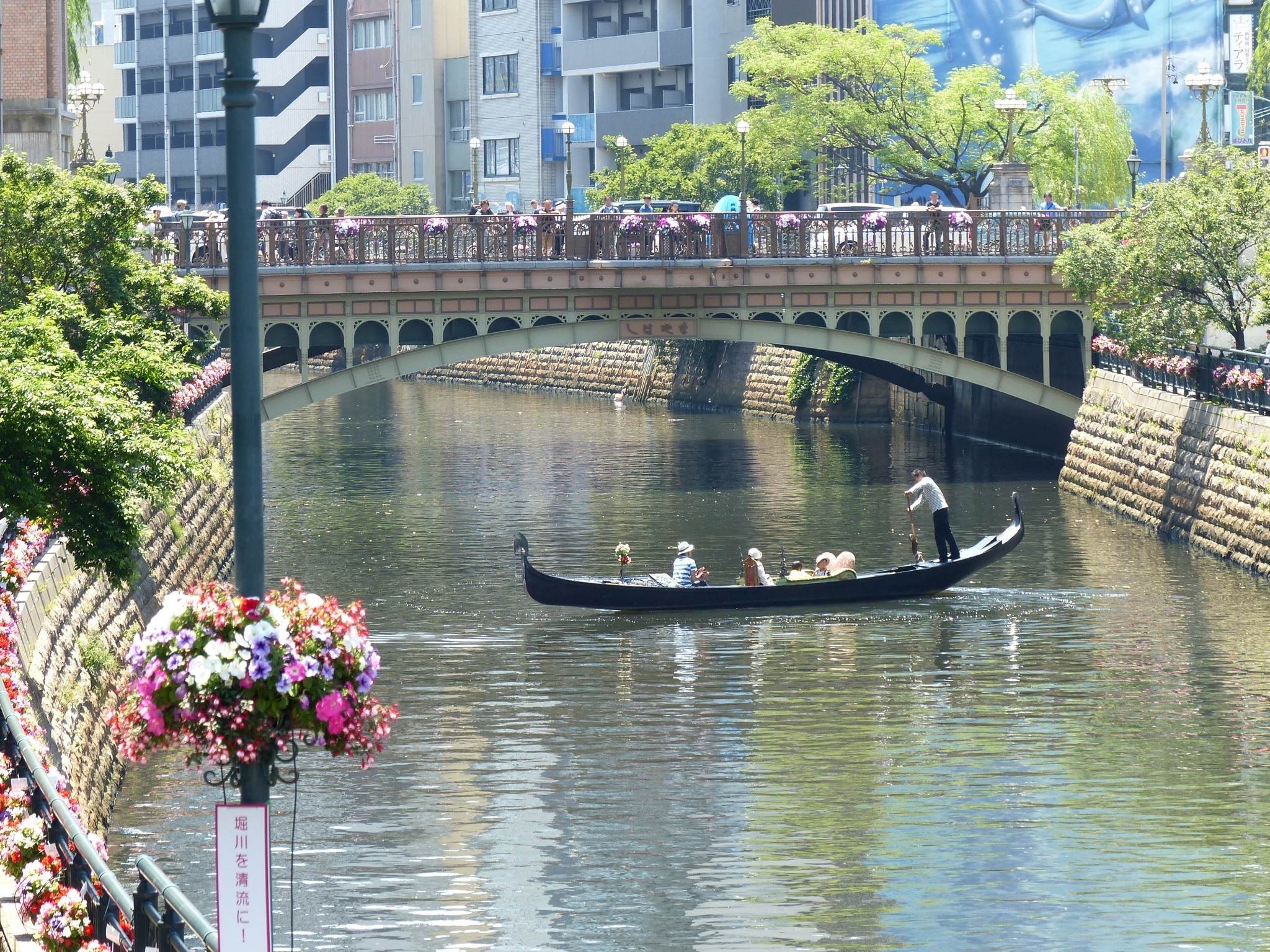
堀川と納屋橋

納屋橋は名古屋市営地下鉄東山線の名古屋駅と伏見駅のほぼ中間地点にあたり、周囲は栄と名駅をつなぐ繁華街となっている。
2001年（平成13年）4月24日、納屋橋東詰北側の旧加藤商会ビルが登録有形文化財に登録された。1931年（昭和6年）に加藤勝太郎によって建てられた近代建築である。2009年（平成21年）4月17日、納屋橋東詰南側にリバーサイド施設のほとりす なごや納屋橋がオープンした。2010年8月から、毎月第4金曜にはナイトマーケットのなやばし夜イチが開催されている。2017年（平成29年）9月29日、納屋橋東詰南側に複合商業施設のテラッセ納屋橋が全面オープンした。
伏見には劇場の御園座があり、堀川では歌舞伎役者の船乗り込みが行われている。熱田区の白鳥公園桟橋から乗り込み、納屋橋から上陸する。